# Sapiens - Un solo pianeta (ottava edizione)
Le puntate della ottava edizione di Sapiens - Un solo pianeta sono trasmesse su Rai 3 il sabato sera dal 10 maggio 2025 in prima serata.
| Puntata | Data           | Titolo                     | Telespettatori | Share | Note |
| ------- | -------------- | -------------------------- | -------------- | ----- | --- |
| 1       | 10 maggio 2025 | Sottacqua                  | 609.000        | 4,00% | Ospiti: Pietrangelo Buttafuoco, Patricia Muñoz, Emilio Navarro, Andrea Tommasi, David Guerrero, Sergio Marín, Lola Minuesa, Teo Javaloyes, Carlo Cacciamanni, Lucia Capodagli, Carlo Lucarelli, Luciano Ligabue, Paula Arguedas, Edu Puerta, Nicola Colonna, Leticia Candela, Elena Serna, Abraham Sanchis, Keilan Vieira "Suxe", Policarp Garay, Andrea Goltara, Paco Tortosa |
| 2       | 17 maggio 2025 | Caro sapiens ti scrivo     | 452.000        | 2,90% | Ospiti: Pietrangelo Buttafuoco, Günter Dreyer, Irvin Finkel, Silvia Ferrara, Luigi Serafini, Roberto Fassone, Valentino Nizzo, Orly Goldwasser, Pierre Tallet, Yongsheng Chen, David Riondino, Alessandro Baricco |
| 3       | 24 maggio 2025 | Fratello lupo sorella orsa | 645.000        | 4,60% | Ospiti: Pietrangelo Buttafuoco, Nicola Sicher, Piero Genovesi, Isabella Pratesi, Luigi Boitani |
| 4       | 31 maggio 2025 | Il terremoto del pensiero  | 586.000        | 3,70% | Ospiti: Pietrangelo Buttafuoco, Eulàlia Gràcia Mont, Valenti Sellarès, Pedro Terrinha, Günther Clauss, Felipe Medeiros Rosas, Grazia Pagnotta, Marc-Andrè Gutscher |
| 5       | 7 giugno 2025  | L'ultima eruzione?         | 696.000        | 5,20% | Ospiti: Pietrangelo Buttafuoco, Guido Giordano, Edoardo Bennato, Salvatore Gatto, Loredana Mussolino, Tullio Gatto, Raffaello Magliulo |
| 6       | 14 giugno 2025 | L'impero del clima         | 587.000        | 4,90% | Ospiti: Pietrangelo Buttafuoco, Antonello Pasini, Alessandro D'Alessio |